# Begonia angustiloba
Begonia angustiloba é uma espécie de Begonia.

## Sinônimos
- Begonia bicolor S.Watson
- Begonia dentata Pav. ex A.DC. [inválido]